# Huntare
Eine Huntare war eine Verwaltungseinheit des Fränkischen Reiches im frühen Mittelalter.
Die Huntare bezeichnet einen vom fränkischen König zur Verwaltung eines Gebiets eingesetzten Verband von Kriegern, einer sogenannten Hundertschar, oder kleinen Siedlung. Diese Huntare wurden vorwiegend entlang der früheren römischen Straßen an strategisch wichtigen Punkten angelegt, um Grenzen, Verkehrswege und Flussübergänge zu sichern. Von diesen Huntaren ging dann die weitere Besiedlung noch unerschlossenen Umlandes aus. Besonders viele Huntaren befanden sich im alamannischen Donauraum, wo die Baaren von mehreren Huntaren begrenzt wurden.
Die Ortsnamen dieser Huntare wurden häufig aus dem Namen der militärischen Führerpersönlichkeit mit einem Zusatz wie -baar, -dorf oder seltener auch mit -burg gebildet. Die Bezeichnung Huntare ging auch selbst in mehrere Ortsnamen ein, insbesondere in die drei Orte mit dem Namen Hundersingen („Huntaris-ingen“) in den Landkreisen Reutlingen, Sigmaringen und Alb-Donau.